# Dragonfly (achtbaan)
Dragonfly is een in 2012 geopende stalen achtbaan in het Nederlandse attractiepark Duinrell.
Het Duitse bedrijf Gerstlauer bouwde de achtbaan. De baan met een lengte van 361 meter en een maximale baanhoogte van 15 meter werd in de winter van 2011-2012 gebouwd en op 31 maart 2012 geopend. De attractie is toegankelijk voor bezoekers met een minimale lengte van 100 cm.

## Trein
De trein van de Dragonfly heeft boven op de neus van de trein een figuur van een libel met het logo van de Dragonfly. Op de "voorbumper" van de trein staat de naam Duinrell.
De eerste wagentjes hebben een donkerblauwe kleur die per wagentje lichter wordt, zodat het achterste treintje een lichtblauwe/witte kleur heeft.
De trein bestaat uit twaalf wagentjes met ieder twee zitplaatsen naast elkaar. Per ronde kunnen er maximaal 24 personen in de trein plaatsnemen.